# 谢河镇 (武威市)
谢河镇，是中华人民共和国甘肃省武威市凉州区下辖的一个乡镇级行政单位。

## 行政区划
谢河镇下辖以下地区：
四上村、五坝村、新路村、四中村、五中村、武家寨村、谢河村、石岗村、李府村、叶家村、庙山村、付相庄村和樱桃沟村。